# Helsingin Jalkapalloklubi 2016

## Stagione
Nella stagione 2016 l'HJK ha disputato la Veikkausliiga, massima serie del campionato finlandese di calcio, terminando il torneo al secondo posto con 58 punti conquistati in 33 giornate, frutto di 16 vittorie, 10 pareggi e 7 sconfitte, venendo così ammesso al primo turno preliminare della UEFA Europa League 2017-2018. In Liigacup è stato eliminato al termine della fase a gironi, avendo concluso al terzo posto il suo girone. In Suomen Cup è sceso in campo a partire dal quinto turno, raggiungendo la finale del torneo per la diciottesima volta nella sua storia, ma venendo sconfitto ai tiri di rigore dall'SJK. Ha partecipato alla UEFA Europa League 2016-2017 come terzo classificato nella Veikkausliiga 2015, accedendo al primo turno di qualificazione: dopo aver sconfitto prima i lituani dell'Atlantas e poi i bulgari del Beroe, ha raggiunto il terzo turno, dove è stato eliminato dagli svedesi dell'IFK Göteborg.

## Organico

### Rosa
| N. |                         | Ruolo | Calciatore       |
| -- | ----------------------- | ----- | ---------------- |
| 3  | Nigeria (bandiera)      | D     | Taye Taiwo       |
| 4  | Sierra Leone (bandiera) | C     | Medo             |
| 5  | Kosovo (bandiera)       | D     | Lum Rexhepi      |
| 6  | Finlandia (bandiera)    | C     | Obed Malolo      |
| 7  | Finlandia (bandiera)    | A     | Nikolai Alho     |
| 8  | Brasile (bandiera)      | D     | Rafinha          |
| 9  | Finlandia (bandiera)    | A     | Mikael Forssell  |
| 10 | Giappone (bandiera)     | C     | Atomu Tanaka     |
| 11 | Colombia (bandiera)     | A     | Alfredo Morelos  |
| 13 | Finlandia (bandiera)    | C     | Toni Kolehmainen |
| 14 | Serbia (bandiera)       | D     | Ivan Tatomirović |
| 15 | Finlandia (bandiera)    | D     | Ville Jalasto    |
| 16 | Finlandia (bandiera)    | D     | Aapo Halme       |
| 17 | Gambia (bandiera)       | A     | Ousman Jallow    |
| 18 | Finlandia (bandiera)    | D     | Roni Peiponen    |
| 19 | Finlandia (bandiera)    | C     | Lucas Lingman    |

| N. |                      | Ruolo | Calciatore          |
| -- | -------------------- | ----- | ------------------- |
| 20 | Nigeria (bandiera)   | C     | Vincent Onovo       |
| 21 | Germania (bandiera)  | P     | Thomas Dähne        |
| 22 | Ghana (bandiera)     | C     | Anthony Annan       |
| 25 | Germania (bandiera)  | P     | Jiri Koski          |
| 27 | Finlandia (bandiera) | D     | Sebastian Sorsa     |
| 29 | Finlandia (bandiera) | P     | Markus Uusitalo     |
| 31 | Finlandia (bandiera) | D     | Leo Väisänen        |
| 31 | Finlandia (bandiera) | A     | Akseli Pelvas       |
| 34 | Finlandia (bandiera) | A     | Lassi Lappalainen   |
| 35 | Finlandia (bandiera) | D     | Lassi Järvenpää     |
| 37 | Finlandia (bandiera) | C     | Saku Ylätupa        |
| 38 | Finlandia (bandiera) | C     | Sebastian Dahlström |
| 43 | Ghana (bandiera)     | A     | Richard Gadze       |
| 77 | Ghana (bandiera)     | A     | Evans Mensah        |
| 90 | Nigeria (bandiera)   | A     | Odu                 |

## Risultati

### Suomen Cup

#### Finale
| Arbitro: | Jari Järvinen |

|                                                                    |                      |                                                                     |
| Riski 74’                                                          | Marcatori            | 49’ Morelos                                                         |
| Lehtinen Vales Hurme Aimar Laaksonen Ngueukam Penninkangas Hetemaj | Tiri di rigore 7 – 6 | Forssell Pelvas Morelos Rafinha Tatomirović Dahlström Annan Jalasto |

### UEFA Europa League

#### Primo turno
| Arbitro: | Alexandros Aretopoulos |

|  |           |                  |
|  | Marcatori | 53’, 85’ Morelos |

| Arbitro: | Bryn Markham-Jones |

|                  |           |            |
| Taiwo 30’ (rig.) | Marcatori | 76’ Papšys |

#### Secondo turno
| Arbitro: | Petr Ardeleanu |

|           |           |             |
| Penev 49’ | Marcatori | 38’ Morelos |

| Arbitro: | Padraig Sutton |

|            |           |  |
| Tanaka 25’ | Marcatori |  |

#### Terzo turno
| Arbitro: | Kevin Clancy |

|                 |           |                        |
| Salomonsson 73’ | Marcatori | 47’ Tanaka 75’ Morelos |

| Arbitro: | Anatolii Zhabchenko |

|  |           |                        |
|  | Marcatori | 35’ Boman 82’ Ankersen |

## Statistiche

### Statistiche di squadra
| Competizione       | Punti | In casa | In casa | In casa | In casa | In casa | In casa | In trasferta | In trasferta | In trasferta | In trasferta | In trasferta | In trasferta | Totale | Totale | Totale | Totale | Totale | Totale | DR  |
| Competizione       | Punti | G       | V       | N       | P       | Gf      | Gs      | G            | V            | N            | P            | Gf           | Gs           | G      | V      | N      | P      | Gf     | Gs     | DR  |
| ------------------ | ----- | ------- | ------- | ------- | ------- | ------- | ------- | ------------ | ------------ | ------------ | ------------ | ------------ | ------------ | ------ | ------ | ------ | ------ | ------ | ------ | --- |
| Veikkausliiga      | 58    | 17      | 11      | 4       | 2       | 35      | 19      | 16           | 5            | 6            | 5            | 17           | 17           | 33     | 16     | 10     | 7      | 52     | 36     | +16 |
| Liigacup           | -     | 3       | 1       | 2       | 0       | 5       | 4       | 2            | 0            | 2            | 0            | 3            | 3            | 5      | 1      | 4      | 0      | 8      | 7      | +1  |
| Suomen Cup         | -     | 0       | 0       | 0       | 0       | 0       | 0       | 4            | 4            | 0            | 0            | 15           | 3            | 5      | 4      | 1      | 0      | 16     | 4      | +12 |
| UEFA Europa League | -     | 3       | 1       | 1       | 1       | 2       | 3       | 3            | 2            | 1            | 0            | 5            | 2            | 6      | 3      | 2      | 1      | 8      | 5      | +3  |
| Totale             | -     | 23      | 13      | 7       | 3       | 42      | 26      | 25           | 11           | 9            | 5            | 40           | 25           | 49     | 24     | 17     | 8      | 84     | 52     | +32 |